# 봄알람
"봄알람"(프랑스어: baume à l'âme)은 대한민국의 여성주의 출판사이다. 2016년 강남역 화장실 살인사건을 계기로 펴낸 책 <우리에게는 언어가 필요하다-입이 트이는 페미니즘(입트페)>출간으로 문을 열었다. 2016년 5월 9일 활동을 시작한 여성주의정보생산자 조합 페미디아(페이스북)의 출판팀이 그 전신이다. <입트페>는 페미디아의 첫번째 출판 프로젝트였다.(텀블벅)

## 출간 목록
- 죽으려고 살기를 그만두었다
- 성매매, 상식의 블랙홀
- 김지은입니다(김지은 저, 2020)
- 대리모 같은 소리(레나트 클라인 저, 이민경 역, 2019)
- 꿈을 그리는 여자들(봄알람 저, 2018)
- 유럽 낙태 여행(우유니게, 이두루, 이민경, 정혜윤 저, 2018)
- 페미니즘을 퀴어링!(미미 마리누치 저, 권유경 김은주 역, 2018)
- LGBT+ 첫걸음(애슐리 마델 저, 팀 이르다 역, 2017)
- 생각하는 여자는 괴물과 함께 잠을 잔다(김은주 저, 2017)
- 잃어버린 임금을 찾아서(이민경 저, 2017)
- 우리에게도 계보가 있다(이민경 저, 2016)
- 메갈리아의 반란(유민석 저, 2016)
- 우리에게는 언어가 필요하다(이민경, 2016)